# Leichtathletik-Weltmeisterschaften 2011/Teilnehmer (Norwegen)
| Gelbes Symbol für Goldmedaillen mit stilisierten Olympischen Ringen | Graues Symbol für Silbermedaillen mit stilisierten Olympischen Ringen | Braundes Symbol für Bronzemedaillen mit stilisierten Olympischen Ringen |
| ------------------------------------------------------------------- | --------------------------------------------------------------------- | ----------------------------------------------------------------------- |
| —                                                                   | 1                                                                     | —                                                                       |

Der norwegische Leichtathletik-Verband stellte bei den Leichtathletik-Weltmeisterschaften 2011 im koreanischen Daegu 13 Teilnehmer.

## Ergebnisse

### Männer

#### Laufdisziplinen
| Athlet                   | Disziplin        | Vorlauf     | Vorlauf | Halbfinale | Halbfinale | Finale        | Finale        |
| Athlet                   | Disziplin        | Zeit        | Platz   | Zeit       | Platz      | Zeit          | Platz         |
| ------------------------ | ---------------- | ----------- | ------- | ---------- | ---------- | ------------- | ------------- |
| Jaysuma Saidy Ndure      | 100 m            | 10,33 s     | 16      | 10,21 s    | 11         | ausgeschieden | ausgeschieden |
| Jaysuma Saidy Ndure      | 200 m            | 20,65 s     | 13      | 20,50 s    | 5          | 19,95 s SB    | 4             |
| Bjørnar Ustad Kristensen | 3000 m Hindernis | 8:39,85 min | 29      |            |            | ausgeschieden | ausgeschieden |
| Urige Buta               | Marathon         |             |         |            |            | 2:20:16 h     | 32            |
| Trond Nymark             | 50 km Gehen      |             |         |            |            | 3:54:26 h SB  | 16            |

#### Sprung/Wurf
| Athlet              | Disziplin  | Qualifikation | Qualifikation | Finale        | Finale        |
| Athlet              | Disziplin  | Weite/Höhe    | Platz         | Weite/Höhe    | Platz         |
| ------------------- | ---------- | ------------- | ------------- | ------------- | ------------- |
| Eivind Henriksen    | Hammerwurf | 71,27 m       | 24            | ausgeschieden | ausgeschieden |
| Andreas Thorkildsen | Speerwurf  | 81,83 m       | 7             | 84,78 m       | Silber        |

### Frauen

#### Laufdisziplinen
| Athletin               | Disziplin    | Vorlauf     | Vorlauf | Halbfinale    | Halbfinale    | Finale        | Finale        |
| Athletin               | Disziplin    | Zeit        | Platz   | Zeit          | Platz         | Zeit          | Platz         |
| ---------------------- | ------------ | ----------- | ------- | ------------- | ------------- | ------------- | ------------- |
| Ezinne Okparaebo       | 200 m        | 11,20 s NR  | 12      | 11,48 s       | 13            | ausgeschieden | ausgeschieden |
| Ingvill Måkestad Bovim | 1500 m       | 4:08,26 min | 8       | 4:08,03 min   | 4             | 4:06,85 min   | 6             |
| Stine Tomb             | 400 m Hürden | 57,51 s     | 31      | ausgeschieden | ausgeschieden | ausgeschieden | ausgeschieden |

#### Sprung/Wurf
| Athletin          | Disziplin      | Qualifikation | Qualifikation | Finale        | Finale        |
| Athletin          | Disziplin      | Weite/Höhe    | Platz         | Weite/Höhe    | Platz         |
| ----------------- | -------------- | ------------- | ------------- | ------------- | ------------- |
| Tonje Angelsen    | Hochsprung     | 1,85 m        | 23            | ausgeschieden | ausgeschieden |
| Cathrine Larsåsen | Stabhochsprung | NMH           | NMH           | ausgeschieden | ausgeschieden |
| Mona Holm         | Hammerwurf     | 67,16 m       | 20            | ausgeschieden | ausgeschieden |

#### Siebenkampf
| Athletin      | Disziplin | 100 m Hürden | Hochsprung | Kugelstoßen | 200 m   | Weitsprung | Speerwurf | 800 m          | Punkte | Platz |
| ------------- | --------- | ------------ | ---------- | ----------- | ------- | ---------- | --------- | -------------- | ------ | ----- |
| Ida Marcussen | Ergebnis  | 13,96 s PB   | 1,71 m     | 12,81 m     | 25,74 s | 5,88 m     | 44,90 m   | 2:11,01 min PB | 5911   | 19    |
| Ida Marcussen | Punkte    | 984          | 867        | 715         | 820     | 813        | 762       | 950            | 5911   | 19    |